# Municipio de Gould (Arkansas)
El municipio de Gould (en inglés: Gould Township) es un municipio ubicado en el condado de Lincoln en el estado estadounidense de Arkansas. En el año 2010 tenía una población de 987 habitantes y una densidad poblacional de 13,25 personas por km².

## Geografía
El municipio de Gould se encuentra ubicado en las coordenadas 33°59′39″N 91°33′54″O / 33.99417, -91.56500. Según la Oficina del Censo de los Estados Unidos, el municipio tiene una superficie total de 74.51 km², de la cual 74,05 km² corresponden a tierra firme y (0,62 %) 0,46 km² es agua.

## Demografía
Según el censo de 2010, había 987 personas residiendo en el municipio de Gould. La densidad de población era de 13,25 hab./km². De los 987 habitantes, el municipio de Gould estaba compuesto por el 27,15 % blancos, el 70,21 % eran afroamericanos, el 1,32 % eran de otras razas y el 1,32 % eran de una mezcla de razas. Del total de la población el 2,94 % eran hispanos o latinos de cualquier raza.